# Saint-Jean-Vianney

Saint-Jean-Vianney var en by (idag inkorporerad i Saguenay) i Québec i Kanada. Husen i byn flyttades till Arvida efter ett lerskred som ledde till att 31 människor miste livet 4 maj 1971. Skredet drog också med sig en bro, en buss och 41 bostadshus.

## Skredets förlopp
En kulle mellan Saint-Jean-Vianney och Chicoutimi förvandlades till lera som strömmade nedför sluttningen mot Saint-Jean-Vianney. Leran fanns där sedan 5 000–14 000 år tillbaka, sedan havet översvämmade områden runt omkring den smältande inlandsisen. Dessa leror kan bli rinnande om vattenmängden i jorden ökar. På en sluttning kan den vattenmättade lerans ökade tyngd övervinna den sammanhållande kraften mellan jordpartiklarna. Inne i Saint-Jean-Vianney bildade leran en 20 meter hög lervägg med en hastighet av 25 km i timmen.